# Бојан Томашевић
Бојан Томашевић (Никшић, 20. јун 2001) црногорски је кошаркаш. Игра на позицији крилног центра, а тренутно наступа за ФМП.

## Каријера

### Клупска
Томашевић је прве кошаркашке кораке направио у ОКК Монтенегро из Никшића. Млађим категоријама Црвене звезде прикључио се у лето 2015. године. Са црвено-белима је освајао национална првенства и у кадетској и у јуниорској конкуренцији.
У априлу 2019, пред почетак Суперлиге Србије, послат је на позајмицу у ФМП, где је и започео сениорску каријеру. У Динамик је прешао 11. септембра 2019. године. Након две сезоне у дресу Динамика, Томашевић је у августу 2021. потписао за Борац из Чачка. Боје чачанског клуба бранио је три сезоне и у том периоду је значајно унапредио шут за три поена. Од четвртог јула 2024. поново је играч ФМП-а.

### Репрезентативна
Томашевић је репрезентативац Црне Горе.
Са кадетском националном селекцијом освојио је сребрну медаљу на Европском првенству 2017. године. Изабран је и у идеалну петорку тог издања првенства.
Био је најбољи стрелац Европског јуниорског првенства 2019. године, а по утакмици је постизао 21 поен.

## Успеси

### Репрезентативни
- Европско првенство до 16 година:  2017.

### Појединачни
- Идеални тим Европског првенства до 16 година (1): 2017.